# Milan Nikolić (calciatore)
Milan Nikolić (in serbo Милан Николић?; Kruševac, 30 marzo 1983) è un ex calciatore serbo, di ruolo centrocampista.